# Water Stratford
Water Stratford est un village et une paroisse civile du Buckinghamshire, en Angleterre. Il est situé à environ cinq kilomètres à l'ouest de la ville de Buckingham, près de la frontière du comté voisin d'Oxfordshire. Administrativement, il relève du district d'Aylesbury Vale. Au recensement de 2011, il comptait 112 habitants.